# Karol Miller
Karol Miller vel Miller Zaklika (ur. 26 października 1835 w Częstochowie, zm. 24 grudnia 1920 w Warszawie) – polski malarz.

## Życiorys

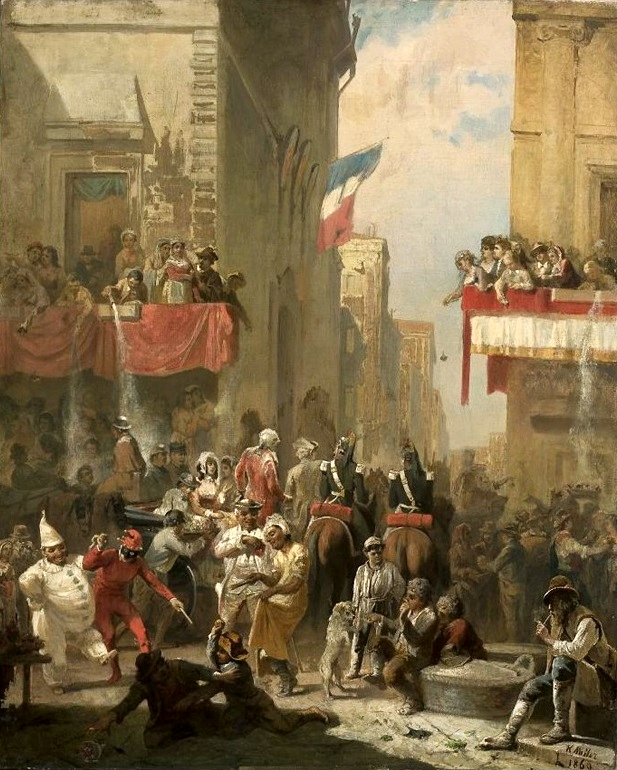
Karnawał w Rzymie na Corso z 1869 roku

Był synem Karola i Marianny z Gryczmańskich. Studiował w warszawskiej Szkole Sztuk Pięknych u Rafała Hadziewicza i Marcina Zaleskiego. W 1862 roku za kompozycję „Leszek Biały i Goworek”, otrzymał złoty medal, patent malarza XIV rangi i trzyletnie stypendium w Rzymie. Po powrocie z Włoch artysta otworzył pracownię przy ul. Miodowej 3 w Warszawie. W tym czasie powstały m.in. rysunki dla tygodnika „Kłosy”: „Widoki Rzymu”, „Monterella, Klasztor w okolicach Rzymu”, „Widoki Szczawnicy”. W swojej pracowni malarz ponadto stworzył cykl portretowych litografii ukazujących m.in.: Karola Estreichera, Tadeusza Korzona, Zygmunta Glogera, Helenę Modrzejewską, Wincentego Rapackiego, Salomeę Palińską-Kenigową.
W 1876 roku Karol Miller uczestniczył w międzynarodowej wystawie w Filadelfii.
Zmarł 24 grudnia 1920 r. w Warszawie.